# Плазмодиофоровые
Плазмодиофоровые (лат. Plasmodiophorida) — отряд протистов из класса Phytomyxea. Представители развиваются внутри клеток различных высших растений, вызывая их увеличение в размере. Представители рода Spongospora паразитируют на картофеле, а виды Plasmodiophora — на капусте (кила), Polymyxa betae — на свёкле.

## Таксономия
Плазмодиофоровые образуют плазмодии, поэтому ранее их причисляли к слизевикам. Однако генетические исследования показали, что плазмодиофоровые должны входить в обширную и разнообразную группу протистов, носящую название Cercozoa.

### Семейства
- Endemosarcaceae L.S.Olive & Erdos, 1971
- Plasmodiophoraceae Zopf ex Berl., 1888

### Роды
- Ligniera
- Membranosorus Ostenfeld & Petersen
- Octomyxa Couch, Leitner & Whiffen
- Plasmodiophora
- Polymyxa
- Sorodiscus Lagerheim & Winge
- Sorosphaera
- Spongospora Brunchorst
- Tetramyxa Goebel
- Woronina